# أيوبة
أيوبة هي إحدى القرى الواقعة تحت السيادة السورية, التابعة لمركز خان أرنبة التابع لمحافظة القنيطرة في هضبة الجولان بجنوب غرب سوريا.
تتبع ناحية خان أرنبة، 165 ن و980 م، تقع في أرض بركانية وعرة شرق تل أيّوبة البركاني 1037 م شمال شرق تل الشعّار 1136 م على بعد 5 كم إلى الشرق من بلدة خان أرنبة، سكانها الأوائل من قرية جبا المجاورة.